# Ебуліоскопічна константа
Ебу́ліоскопі́чна конста́нта (рос. эбулиоскопическая постоянная, англ. ebullioscopic constant) — величина E, яка характеризує властивість розчинника кипіти при вищій температурі і, якщо в ньому розчинена інша речовина, не летка при температурі кипіння розчину. Константа визначається за формулою:
E = R T2 M /(-ΔH),
де R — газова стала, Дж·моль-1·K-1;
Т — температура кипіння, K;
М — молярна маса розчинника, г/моль;
ΔH — мольне тепло випаровування розчинника при температурі Т, Дж/моль.
Константа використовується для визначення молекулярних мас речовин. Величина Е залежить лише від природи розчинника і не залежить від розчиненої речовини. 
Вона складає 0,51 К·кг·моль−1 для води, 3,04 для фенолу і 2,37 для сірковуглецю.